# قائمة الكليات والجامعات في كاليفورنيا
تتضمن المقالة قائمة بالكليات والجامعات في ولاية كاليفورنيا

## مؤسسات تعليمية فيدرالية

### مؤسسات تعليمية للدراسات العليا
- الكلية البحرية للدراسات العليا، مونتيري (كاليفورنيا)

### مؤسسات أكاديمية أخرى
- Defense Language Institute، مونتيري (كاليفورنيا)

## مؤسسات تعليمية حكومية

### معاهد مدة الدراسة فيها سنتين
- طالع نظام كليات المجتمع في كاليفورنيا

### معاهد مدة الدراسة فيها أربع سنوات

#### جامعة كاليفورنيا
| الاسم                           | المدينة                                        | المقاطعة                          | النظام           | تاريخ التأسيس |
| ------------------------------- | ---------------------------------------------- | --------------------------------- | ---------------- | ------------- |
| جامعة كاليفورنيا (بركلي)        | بيركيلي (كاليفورنيا)                           | مقاطعة ألاميدا (كاليفورنيا)       | جامعة كاليفورنيا | 1869          |
| جامعة كاليفورنيا (دافيس)        | دافيس (كاليفورنيا)                             | مقاطعة يولو (كاليفورنيا)          | جامعة كاليفورنيا | 1908          |
| جامعة كاليفورنيا (إرفاين)       | إرفاين                                         | مقاطعة أورانج (كاليفورنيا)        | جامعة كاليفورنيا | 1965          |
| جامعة كاليفورنيا (لوس أنجلوس)   | لوس أنجلوس                                     | مقاطعة لوس أنجلوس (كاليفورنيا)    | جامعة كاليفورنيا | 1919          |
| جامعة كاليفورنيا (ميرسد)        | ميرسيد (كاليفورنيا)                            | سان هواكين فالي                   | جامعة كاليفورنيا | 2005          |
| جامعة كاليفورنيا (ريفرسايد)     | ريفرسايد (كاليفورنيا)                          | مقاطعة ريفيرسايد (كاليفورنيا)     | جامعة كاليفورنيا | 1954          |
| جامعة كاليفورنيا (سان دييغو)    | لاهويا                                         | مقاطعة سان دييغو (كاليفورنيا)     | جامعة كاليفورنيا | 1960          |
| جامعة كاليفورنيا (سانتا باربرا) | سانتا باربارا (كاليفورنيا)-غوليتا (كاليفورنيا) | مقاطعة سانتا باربارا (كاليفورنيا) | جامعة كاليفورنيا | 1891**        |
| جامعة كاليفورنيا (سانتا كروز)   | سانتا كروز (كاليفورنيا)                        | مقاطعة سانتا كروز (كاليفورنيا)    | جامعة كاليفورنيا | 1965          |

- جامعة كاليفورنيا (سانتا باربرا)، تأسست ككلية معلمين مستقلة عام 1891. وانضمّت لنظام جامعة كاليفورنيا عام 1944.
- جامعة كاليفورنيا (لوس أنجلوس)، تأسست عام 1882 كفرع في الجنوب لجامعة كاليفورنيا الحكومية العادية. انضمت إلى نظام جامعة كاليفورنيا عام 1919.

#### جامعة كاليفورنيا الحكومية
| الاسم                                              | المدينة                                 | المقاطعة                             | النظام                    | تاريخ التأسيس |
| -------------------------------------------------- | --------------------------------------- | ------------------------------------ | ------------------------- | ------------- |
| California Maritime Academy                        | فاليجو (كاليفورنيا)                     | مقاطعة سولانو (كاليفورنيا)           | جامعة كاليفورنيا الحكومية | 1929          |
| جامعة ولاية كاليفورنيا التطبيقية، سان لويس أوبيسبو | سان لويس أوبيسبو                        | مقاطعة سان لويس أوبيسبو (كاليفورنيا) | جامعة كاليفورنيا الحكومية | 1901          |
| California State Polytechnic University, Pomona    | بومونا (كاليفورنيا)                     | مقاطعة لوس أنجلوس (كاليفورنيا)       | جامعة كاليفورنيا الحكومية | 1938          |
| جامعة كاليفورنيا الحكومية ( Bakersfield            | بيكرسفيلد                               | مقاطعة كيرن (كاليفورنيا)             | جامعة كاليفورنيا الحكومية | 1965          |
| جامعة كاليفورنيا الحكومية ( Channel Islands        | كاماريلو (كاليفورنيا)                   | مقاطعة فينتورا (كاليفورنيا)          | جامعة كاليفورنيا الحكومية | 2002          |
| جامعة كاليفورنيا الحكومية ( Chico                  | تشيكو (كاليفورنيا)                      | مقاطعة بوت (كاليفورنيا)              | جامعة كاليفورنيا الحكومية | 1887          |
| جامعة كاليفورنيا الحكومية (دومينغيز هيلز)          | كارسون (كاليفورنيا)                     | مقاطعة لوس أنجلوس (كاليفورنيا)       | جامعة كاليفورنيا الحكومية | 1960          |
| جامعة كاليفورنيا الحكومية (إيست بيه)               | هايوارد (كاليفورنيا)                    | مقاطعة ألاميدا (كاليفورنيا)          | جامعة كاليفورنيا الحكومية | 1959          |
| جامعة كاليفورنيا الحكومية (فريسنو)                 | فريسنو (كاليفورنيا)                     | مقاطعة فريسنو (كاليفورنيا)           | جامعة كاليفورنيا الحكومية | 1911          |
| جامعة كاليفورنيا الحكومية (فوليرتون)               | فوليرتون (كاليفورنيا)                   | مقاطعة أورانج (كاليفورنيا)           | جامعة كاليفورنيا الحكومية | 1957          |
| جامعة كاليفورنيا الحكومية (لونغ بيتش)              | لونغ بيتش (كاليفورنيا)                  | مقاطعة لوس أنجلوس (كاليفورنيا)       | جامعة كاليفورنيا الحكومية | 1949          |
| جامعة كاليفورنيا الحكومية (لوس أنجلوس)             | لوس أنجلوس                              | مقاطعة لوس أنجلوس (كاليفورنيا)       | جامعة كاليفورنيا الحكومية | 1947          |
| جامعة كاليفورنيا الحكومية ( Monterey Bay           | سيسيدي (كاليفورنيا)-مارينا (كاليفورنيا) | مقاطعة مونتيري (كاليفورنيا)          | جامعة كاليفورنيا الحكومية | 1994          |
| جامعة كاليفورنيا الحكومية ( Northridge             | Northridge                              | مقاطعة لوس أنجلوس (كاليفورنيا)       | جامعة كاليفورنيا الحكومية | 1958          |
| جامعة كاليفورنيا الحكومية ( Sacramento             | ساكرامنتو (كاليفورنيا)                  | مقاطعة ساكرامينتو (كاليفورنيا)       | جامعة كاليفورنيا الحكومية | 1947          |
| جامعة كاليفورنيا الحكومية ( San Bernardino         | سان بيرناردينو (كاليفورنيا)             | مقاطعة سان بيرناردينو (كاليفورنيا)   | جامعة كاليفورنيا الحكومية | 1965          |
| جامعة كاليفورنيا الحكومية ( San Marcos             | سان ماركوس (كاليفورنيا)                 | مقاطعة سان دييغو (كاليفورنيا)        | جامعة كاليفورنيا الحكومية | 1988          |
| جامعة كاليفورنيا الحكومية (ستانيسلاوس)             | ترلوك                                   | مقاطعة ستانيسلوس (كاليفورنيا)        | جامعة كاليفورنيا الحكومية | 1957          |
| جامعة هامبولت                                      | أركاتا (كاليفورنيا)                     | مقاطعة هومبولت (كاليفورنيا)          | جامعة كاليفورنيا الحكومية | 1913          |
| جامعة سان دييغو الحكومية                           | سان دييغو                               | مقاطعة سان دييغو (كاليفورنيا)        | جامعة كاليفورنيا الحكومية | 1897          |
| جامعة سان فرانسيسكو الحكومية                       | سان فرانسيسكو                           | سان فرانسيسكو                        | جامعة كاليفورنيا الحكومية | 1899          |
| جامعة سان هوزيه الولائية                           | سان خوسيه (كاليفورنيا)                  | مقاطعة سانتا كلارا (كاليفورنيا)      | جامعة كاليفورنيا الحكومية | 1857          |
| جامعة سونوما الحكومية                              | روهنيرت بارك (كاليفورنيا)               | مقاطعة سونوما (كاليفورنيا)           | جامعة كاليفورنيا الحكومية | 1960          |

- جامعة ولاية كاليفورنيا التطبيقية، سان لويس أوبيسبو was founded as a vocational high school. It became a vocational school in 1924, and then started awarding bachelor's degrees in 1940.
- California State Polytechnic University, Pomona, was founded as a southern branch of جامعة ولاية كاليفورنيا التطبيقية، سان لويس أوبيسبو in 1938, but became independent in 1966.

### معاهد التعليم العالي الحكومية
- جامعة كاليفورنيا الحكومية ( Moss Landing Marine Laboratories  [لغات أخرى]‏ (موس لاندينغ)
- جامعة كاليفورنيا، كلية هاستينغز للحقوق (سان فرانسيسكو)
- جامعة كاليفورنيا (سان فرانسيسكو) (سان فرانسيسكو)

## الجامعات والكليات الخاصة
| جامعة أكاديمية الفنون                                             | سان فرانسيسكو                    | سان فرانسيسكو                      | 1929 | معاهد متخصصة (آذاب)                                     | ربحية      | NCAA Div. II    | ---                                                          | ---               |     |     |
| جامعة أليانت الدولية                                              | سان دييغو                        | مقاطعة سان دييغو (كاليفورنيا)      | 1952 | جامعة للأبحاث ولدراسات الدكتوراة                        | ربحية      | ---             | ---                                                          | ---               |     |     |
| جامعة جنوب كاليفورنيا للتراث الأمريكي                             | أونتاريو (كاليفورنيا)            | مقاطعة سان بيرناردينو (كاليفورنيا) | 2003 | ---                                                     | ربحية      | ---             | ---                                                          | ---               |     |     |
| الجامعة اليهودية الأمريكية                                        | لوس أنجلوس                       | مقاطعة لوس أنجلوس (كاليفورنيا)     | 1947 | كليات تمنح البكالوريوس (للعلوم والآداب)                 | غير ربحية  | ---             | اليهودية                                                     | ---               |     |     |
| جامعاة أناهايم                                                    | آناهايم                          | مقاطعة أورانج (كاليفورنيا)         | 1996 | جامعات وكليات تمنح درجة الماجستير                       | ربحية      | ---             | ---                                                          | ---               |     |     |
| جامعة أنطاكيا لوس أنجلوس                                          | كولفر سيتي                       | مقاطعة لوس أنجلوس (كاليفورنيا)     | 1972 | جامعات وكليات تمنح درجة الماجستير                       | غير ربحية  | ---             | ---                                                          | ---               |     |     |
| جامعة أرغوسي                                                      | لوس أنجلوس                       | مقاطعة لوس أنجلوس (كاليفورنيا)     | 2001 | كليات تمنح درجة البكالوريوس (الآداب والعلوم)            | ربحية      | ---             | ---                                                          | ---               |     |     |
| كلية مركز فنون التصميم                                            | باسادينا (كاليفورنيا)            | مقاطعة لوس أنجلوس (كاليفورنيا)     | 1930 | معاهد متخصصة (فنون)                                     | غير ربحية  | ---             | ---                                                          | ---               |     |     |
| جامعة آسوزا باسيفيك                                               | أزوسا (كاليفورنيا)               | مقاطعة لوس أنجلوس (كاليفورنيا)     | 1899 | جامعة أبحاث ودكتوراة                                    | غير ربحية  | NCAA Div. II    | مسيحية (طائفية داخلية)                                       | ---               |     |     |
| Berean Bible College                                              | باواي (كاليفورنيا)               | مقاطعة سان دييغو (كاليفورنيا)      | 1971 | ---                                                     | ---        | ---             | ---                                                          | ---               |     |     |
| جامعة بيولا ‏                                                      | لا ميرادا (كاليفورنيا)           | مقاطعة لوس أنجلوس (كاليفورنيا)     | 1908 | جامعة أبحاث ودكتوراة                                    | غير ربحية  | NAIA            | Evangelical Christian                                        | ---               |     |     |
| Brandman University                                               | إرفاين                           | مقاطعة أورانج (كاليفورنيا)         | 2009 | جامعات وكليات تمنح درجة الماجستير (Large)               | غير ربحية  | ---             | ---                                                          | ---               |     |     |
| Brooks Institute                                                  | فينتورا (كاليفورنيا)             | مقاطعة فينتورا (كاليفورنيا)        | 1945 | معاهد متخصصة (Arts)                                     | ربحية      | ---             | ---                                                          | Arts              |     |     |
| California Baptist University                                     | ريفرسايد (كاليفورنيا)            | مقاطعة ريفيرسايد (كاليفورنيا)      | 1950 | جامعات وكليات تمنح درجة الماجستير (Large)               | غير ربحية  | NCAA Div. II    | ---                                                          | ---               |     |     |
| كلية كاليفورنيا للفنون                                            | سان فرانسيسكو                    | سان فرانسيسكو                      | 1907 | معاهد متخصصة (Arts)                                     | غير ربحية  | ---             | ---                                                          | ---               |     |     |
| California College San Diego                                      | سان دييغو                        | مقاطعة سان دييغو (كاليفورنيا)      | 1978 | معاهد متخصصة (Health)                                   | غير ربحية  | ---             | ---                                                          | ---               |     |     |
| California Institute of Integral Studies                          | سان فرانسيسكو                    | سان فرانسيسكو                      | 1968 | جامعة أبحاث ودكتوراة                                    | غير ربحية  | ---             | ---                                                          | ---               |     |     |
| معهد كاليفورنيا للتقنية                                           | باسادينا (كاليفورنيا)            | مقاطعة لوس أنجلوس (كاليفورنيا)     | 1891 | Research University (Very High)                         | غير ربحية  | NCAA Div. III   | ---                                                          | ---               |     |     |
| معهد كاليفورنيا للفنون                                            | بلنسية                           | مقاطعة لوس أنجلوس (كاليفورنيا)     | 1961 | معاهد متخصصة (Arts)                                     | غير ربحية  | ---             | ---                                                          | ---               |     |     |
| California Lutheran University                                    | ثاوزند أوكس (كاليفورنيا)         | مقاطعة فينتورا (كاليفورنيا)        | 1959 | جامعات وكليات تمنح درجة الماجستير (Large)               | غير ربحية  | NCAA Div. III   | ---                                                          | ---               |     |     |
| California Miramar University                                     | سان دييغو                        | مقاطعة سان دييغو (كاليفورنيا)      | 2005 | ---                                                     | ربحية      | ---             | ---                                                          | ---               |     |     |
| California Pacific University                                     | بينولي (كاليفورنيا)              | مقاطعة كونترا كوستا (كاليفورنيا)   | 1976 | معاهد متخصصة (Business & Management)                    | ربحية      | ---             | Alabama A&M University                                       | Closed            |     |     |
| California South Bay University                                   | سانيفال (كاليفورنيا)             | مقاطعة سانتا كلارا (كاليفورنيا)    | 2007 | ---                                                     | ---        | ---             | ---                                                          | unaccredited      |     |     |
| California Southern University                                    | كوستا ميسا (كاليفورنيا)          | مقاطعة أورانج (كاليفورنيا)         | 1978 | Not classified                                          | ربحية      | ---             | ---                                                          | ---               |     |     |
| California Southern Law School                                    | ريفرسايد (كاليفورنيا)            | مقاطعة ريفيرسايد (كاليفورنيا)      | 1971 | ---                                                     | ---        | ---             | ---                                                          | Law               |     |     |
| California University of Management and Sciences                  | آناهايم                          | مقاطعة أورانج (كاليفورنيا)         | 1998 | ---                                                     | غير ربحية  | ---             | ---                                                          | ---               |     |     |
| California University of Management and Technology                | سان خوسيه (كاليفورنيا)           | مقاطعة سانتا كلارا (كاليفورنيا)    | ---  | ---                                                     | ---        | ---             | ---                                                          | ---               |     |     |
| جامعة تشابمان                                                     | أورانج (كاليفورنيا)              | مقاطعة أورانج (كاليفورنيا)         | 1861 | جامعات وكليات تمنح درجة الماجستير (Large)               | غير ربحية  | NCAA Div. III   | Christian Church (Disciples of Christ)                       | ---               |     |     |
| Charles R. Drew University of Medicine and Science                | ويلوبروك                         | مقاطعة لوس أنجلوس (كاليفورنيا)     | 1966 | معاهد متخصصة (Health)                                   | غير ربحية  | ---             | جامعات وكليات السود التاريخية                                | ---               |     |     |
| جامعة كليرمونت للدراسات العليا [الإنجليزية]                       | كلاريمونت (كاليفورنيا)           | مقاطعة لوس أنجلوس (كاليفورنيا)     | 1925 | Research University (Very High)                         | غير ربحية  | ---             | Claremont Colleges                                           | ---               |     |     |
| كلية كليرمونت ماكينا ‏                                             | كلاريمونت (كاليفورنيا)           | مقاطعة لوس أنجلوس (كاليفورنيا)     | 1946 | كليات تمنح درجة البكالوريوس (الآداب والعلوم)            | غير ربحية  | NCAA Div. III   | Claremont Colleges                                           | ---               |     |     |
| Cogswell Polytechnical College                                    | سانيفال (كاليفورنيا)             | مقاطعة سانتا كلارا (كاليفورنيا)    | 1887 | Baccalaureate Colleges (Diverse Fields)                 | ربحية      | ---             | ---                                                          | ---               |     |     |
| Concordia University Irvine                                       | إرفاين                           | مقاطعة أورانج (كاليفورنيا)         | 1976 | جامعات وكليات تمنح درجة الماجستير (Large)               | غير ربحية  | NAIA            | Lutheran Church—Missouri Synod                               | ---               |     |     |
| Culinary Institute of America at Greystone                        | ست. هيلينا (كاليفورنيا)          | مقاطعة نابا (كاليفورنيا)           | 1995 | معاهد متخصصة (Other)                                    | غير ربحية  | ---             | ---                                                          | ---               |     |     |
| Deep Springs College                                              | Deep Springs                     | مقاطعة إنيو (كاليفورنيا)           | 1917 | ---                                                     | ---        | ---             | ---                                                          | ---               |     |     |
| Design Institute of San Diego                                     | سان دييغو                        | مقاطعة سان دييغو (كاليفورنيا)      | ---  | معاهد متخصصة (Arts)                                     | ربحية      | ---             | ---                                                          | ---               |     |     |
| DeVry University of California                                    | 1931                             | ربحية                              | ---  | ---                                                     |            |                 |                                                              |                   |     |     |
| جامعة كاليفورنيا الدومينيكانية ‏                                   | سان رافاييل (كاليفورنيا)         | مقاطعة مارين (كاليفورنيا)          | 1890 | جامعات وكليات تمنح درجة الماجستير (Medium)              | غير ربحية  | NCAA Div. II    | ---                                                          | ---               |     |     |
| جامعة دركسل (satellite campus in Sacramento)                      | ساكرامنتو (كاليفورنيا)           | مقاطعة ساكرامينتو (كاليفورنيا)     | 2009 | Research University (Very High)                         | غير ربحية  | ---             | ---                                                          | Closed            |     |     |
| Emperor's College of Traditional Oriental Medicine                | سانتا مونيكا (كاليفورنيا)        | مقاطعة لوس أنجلوس (كاليفورنيا)     | 1983 | معاهد متخصصة (Health)                                   | غير ربحية  | ---             | ---                                                          | Oriental medicine |     |     |
| Epic Bible College                                                | ساكرامنتو (كاليفورنيا)           | مقاطعة ساكرامينتو (كاليفورنيا)     | 1974 | ---                                                     | ---        | ---             | ---                                                          | ---               |     |     |
| Fashion Institute of Design & Merchandising                       | لوس أنجلوس                       | مقاطعة لوس أنجلوس (كاليفورنيا)     | 1969 | معاهد متخصصة (Arts)                                     | ربحية      | ---             | ---                                                          | ---               |     |     |
| Fresno Pacific University                                         | فريسنو (كاليفورنيا)              | مقاطعة فريسنو (كاليفورنيا)         | 1944 | جامعات وكليات تمنح درجة الماجستير (Medium)              | غير ربحية  | NCAA Div. II    | ---                                                          | ---               |     |     |
| Fuller Theological Seminary                                       | باسادينا (كاليفورنيا)            | مقاطعة لوس أنجلوس (كاليفورنيا)     | 1947 | معاهد متخصصة (Faith)                                    | غير ربحية  | ---             | ---                                                          | ---               |     |     |
| Golden Gate University                                            | سان فرانسيسكو                    | سان فرانسيسكو                      | 1901 | جامعات وكليات تمنح درجة الماجستير (Large)               | غير ربحية  | ---             | ---                                                          | ---               |     |     |
| Graduate Theological Union                                        | بيركيلي (كاليفورنيا)             | مقاطعة ألاميدا (كاليفورنيا)        | 1962 | معاهد متخصصة (Faith)                                    | غير ربحية  | ---             | ---                                                          | ---               |     |     |
| كلية هارفي مود                                                    | كلاريمونت (كاليفورنيا)           | مقاطعة لوس أنجلوس (كاليفورنيا)     | 1955 | كليات تمنح درجة البكالوريوس (الآداب والعلوم)            | غير ربحية  | NCAA Div. III   | Claremont Colleges                                           | ---               |     |     |
| Herguan University                                                | سانيفال (كاليفورنيا)             | مقاطعة سانتا كلارا (كاليفورنيا)    | 2008 | ---                                                     | ---        | ---             | ---                                                          | ---               |     |     |
| Holy Names University                                             | أوكلاند (كاليفورنيا)             | مقاطعة ألاميدا (كاليفورنيا)        | 1868 | جامعات وكليات تمنح درجة الماجستير (Medium)              | غير ربحية  | ---             | Roman Catholic (Sisters of the Holy Names of Jesus and Mary) | ---               | --- | --- |
| Hope International University                                     | فوليرتون (كاليفورنيا)            | مقاطعة أورانج (كاليفورنيا)         | 1928 | Baccalaureate Colleges (Diverse Fields)                 | غير ربحية  | ---             | ---                                                          | ---               |     |     |
| كلية التجارة الدولية هولت                                         | سان فرانسيسكو                    | سان فرانسيسكو                      | 1964 | جامعات وكليات تمنح درجة الماجستير                       | غير ربحية  | ---             | ---                                                          | ---               |     |     |
| Humphreys College                                                 | ستوكتون (كاليفورنيا)             | مقاطعة سان هواكوين (كاليفورنيا)    | 1896 | Baccalaureate Colleges (Diverse Fields)                 | غير ربحية  | ---             | ---                                                          | ---               |     |     |
| ICDC College                                                      | هونتينغتون بارك (كاليفورنيا)     | مقاطعة لوس أنجلوس (كاليفورنيا)     | 1995 | Associate's (Private ربحية)                             | ربحية      | ---             | ---                                                          | ---               |     |     |
| Imago Dei College                                                 | Oak Glen                         | مقاطعة سان بيرناردينو (كاليفورنيا) | 2010 | ---                                                     | ---        | ---             | Evangelical                                                  | ---               |     |     |
| International Technological University                            | سان خوسيه (كاليفورنيا)           | مقاطعة سانتا كلارا (كاليفورنيا)    | 1994 | جامعات وكليات تمنح درجة الماجستير (Medium)              | غير ربحية  | ---             | ---                                                          | ---               |     |     |
| جامعة جون أف كينيدي                                               | بليسانت هيل (كاليفورنيا)         | مقاطعة كونترا كوستا (كاليفورنيا)   | 1964 | جامعات وكليات تمنح درجة الماجستير (Medium)              | غير ربحية  | ---             | ---                                                          | ---               |     |     |
| John Paul the Great Catholic University                           | إسكونديدو (كاليفورنيا)           | مقاطعة سان دييغو (كاليفورنيا)      | 2003 | ---                                                     | ---        | ---             | ---                                                          | ---               |     |     |
| Keck Graduate Institute of Applied Life Sciences                  | كلاريمونت (كاليفورنيا)           | مقاطعة لوس أنجلوس (كاليفورنيا)     | 1997 | S-Postbac/Other: Single postbaccalaureate (other field) | غير ربحية  | ---             | Claremont Colleges                                           | ---               |     |     |
| La Sierra University                                              | ريفرسايد (كاليفورنيا)            | مقاطعة ريفيرسايد (كاليفورنيا)      | 1992 | جامعات وكليات تمنح درجة الماجستير (Medium)              | غير ربحية  | ---             | Seventh-day Adventist Church                                 | ---               |     |     |
| Laguna College of Art and Design                                  | لاغونا بيتش (كاليفورنيا)         | مقاطعة أورانج (كاليفورنيا)         | 1961 | معاهد متخصصة (Arts)                                     | غير ربحية  | ---             | ---                                                          | ---               |     |     |
| Life Pacific College                                              | سان ديماس (كاليفورنيا)           | مقاطعة لوس أنجلوس (كاليفورنيا)     | 1923 | معاهد متخصصة (Faith)                                    | غير ربحية  | ---             | ---                                                          | ---               |     |     |
| Lincoln University                                                | أوكلاند (كاليفورنيا)             | مقاطعة ألاميدا (كاليفورنيا)        | 1926 | جامعات وكليات تمنح درجة الماجستير (Small)               | غير ربحية  | ---             | ---                                                          | ---               |     |     |
| Loma Linda University                                             | لوما ليندا (كاليفورنيا)          | مقاطعة سان بيرناردينو (كاليفورنيا) | 1905 | معاهد متخصصة (Medical)                                  | غير ربحية  | ---             | Seventh-day Adventist Church                                 | ---               |     |     |
| Los Angeles College of Music                                      | باسادينا (كاليفورنيا)            | مقاطعة لوس أنجلوس (كاليفورنيا)     | 1996 | ---                                                     | ربحية      | ---             | ---                                                          | Music             |     |     |
| لويولا ماريمونت                                                   | لوس أنجلوس                       | مقاطعة لوس أنجلوس (كاليفورنيا)     | 1911 | جامعات وكليات تمنح درجة الماجستير (Large)               | غير ربحية  | NCAA Div. I     | Roman Catholic                                               | ---               |     |     |
| Marymount College                                                 | رانتشو بالوس فيرديس (كاليفورنيا) | مقاطعة لوس أنجلوس (كاليفورنيا)     | 1932 | Associate's (Private ربحية)                             | غير ربحية  | NAIA            | ---                                                          | ---               |     |     |
| The Master's University                                           | سانتا كلاريتا (كاليفورنيا)       | مقاطعة لوس أنجلوس (كاليفورنيا)     | 1927 | Baccalaureate Colleges (Diverse Fields)                 | غير ربحية  | NAIA            | ---                                                          | ---               |     |     |
| كلية منلو                                                         | أثرتون (كاليفورنيا)              | مقاطعة سان ماتيو (كاليفورنيا)      | 1927 | Baccalaureate Colleges (Diverse Fields)                 | غير ربحية  | NAIA            | ---                                                          | ---               |     |     |
| كلية ميلس                                                         | أوكلاند (كاليفورنيا)             | مقاطعة ألاميدا (كاليفورنيا)        | 1852 | جامعات وكليات تمنح درجة الماجستير (Medium)              | غير ربحية  | NCAA Div. III   | ---                                                          | ---               |     |     |
| Middlebury Institute of International Studies at Monterey         | مونتيري (كاليفورنيا)             | مقاطعة مونتيري (كاليفورنيا)        | 1955 | جامعات وكليات تمنح درجة الماجستير (Large)               | غير ربحية  | ---             | ---                                                          | ---               |     |     |
| جامعة ماونت سانت ماري في لوس أنجلوس ‏                              | لوس أنجلوس                       | مقاطعة لوس أنجلوس (كاليفورنيا)     | 1925 | جامعات وكليات تمنح درجة الماجستير (Small)               | غير ربحية  | ---             | ---                                                          | ---               |     |     |
| National Hispanic University                                      | سان خوسيه (كاليفورنيا)           | مقاطعة سانتا كلارا (كاليفورنيا)    | 1981 | كليات تمنح درجة البكالوريوس (الآداب والعلوم)            | غير ربحية  | ---             | ---                                                          | Closed            |     |     |
| جامعة كاليفورنيا الوطنية                                          | لاهويا                           | مقاطعة سان دييغو (كاليفورنيا)      | 1971 | جامعات وكليات تمنح درجة الماجستير (Large)               | غير ربحية  | ---             | ---                                                          | ---               |     |     |
| أكاديمية نيويورك للأفلام                                          | لوس أنجلوس                       | مقاطعة لوس أنجلوس (كاليفورنيا)     | 1992 | ---                                                     | ربحية      | ---             | ---                                                          | Film              |     |     |
| NewSchool of Architecture and Design                              | سان دييغو                        | مقاطعة سان دييغو (كاليفورنيا)      | 1980 | معاهد متخصصة (Arts)                                     | ربحية      | ---             | ---                                                          | ---               |     |     |
| Northwestern Polytechnic University                               | فريمونت (كاليفورنيا)             | مقاطعة ألاميدا (كاليفورنيا)        | 1984 | معاهد متخصصة (Engineering)                              | غير ربحية  | ---             | ---                                                          | ---               |     |     |
| Notre Dame de Namur University                                    | بيلمونت (كاليفورنيا)             | مقاطعة سان ماتيو (كاليفورنيا)      | 1851 | جامعات وكليات تمنح درجة الماجستير (Medium)              | غير ربحية  | NCAA Div. II    | Roman Catholic                                               | ---               |     |     |
| Oak Valley College                                                | كولتون (كاليفورنيا)              | مقاطعة سان بيرناردينو (كاليفورنيا) | 2016 | Baccalaureate Colleges (Arts and Sciences)              | غير ربحية  | ---             | ---                                                          |                   |     |     |
| كلية اوكسيدنتال                                                   | لوس أنجلوس                       | مقاطعة لوس أنجلوس (كاليفورنيا)     | 1887 | كليات تمنح درجة البكالوريوس (الآداب والعلوم)            | غير ربحية  | NCAA Div. III   | ---                                                          | ---               |     |     |
| Otis College of Art and Design                                    | Westchester                      | مقاطعة لوس أنجلوس (كاليفورنيا)     | 1918 | معاهد متخصصة (Arts)                                     | غير ربحية  | ---             | ---                                                          | ---               |     |     |
| Pacific Lutheran Theological Seminary                             | بيركيلي (كاليفورنيا)             | مقاطعة ألاميدا (كاليفورنيا)        | 1950 | معاهد متخصصة (Faith)                                    | غير ربحية  | ---             | ---                                                          | ---               |     |     |
| Pacific Oaks College                                              | باسادينا (كاليفورنيا)            | مقاطعة لوس أنجلوس (كاليفورنيا)     | 1958 | معاهد متخصصة (Other)                                    | غير ربحية  | ---             | ---                                                          | ---               |     |     |
| Pacific School of Religion                                        | بيركيلي (كاليفورنيا)             | مقاطعة ألاميدا (كاليفورنيا)        | 1866 | معاهد متخصصة (Faith)                                    | غير ربحية  | ---             | ---                                                          | ---               |     |     |
| Pacific Union College                                             | أنغوين                           | مقاطعة نابا (كاليفورنيا)           | 1882 | كليات تمنح درجة البكالوريوس (الآداب والعلوم)            | غير ربحية  | NAIA            | ---                                                          | ---               |     |     |
| Pacifica Graduate Institute                                       | سانتا باربارا (كاليفورنيا)       | مقاطعة سانتا باربارا (كاليفورنيا)  | 1976 | جامعة أبحاث ودكتوراة                                    | ربحية      | ---             | ---                                                          | ---               |     |     |
| جامعة بالو ألتو ‏                                                  | بالو ألتو (كاليفورنيا)           | مقاطعة سانتا كلارا (كاليفورنيا)    | 1975 | معاهد متخصصة (Health)                                   | غير ربحية  | ---             | ---                                                          | ---               |     |     |
| Pardee RAND Graduate School                                       | سانتا مونيكا (كاليفورنيا)        | مقاطعة لوس أنجلوس (كاليفورنيا)     |      | معاهد متخصصة (Research PhD)                             |            | ---             | ---                                                          | ---               |     |     |
| Patten University                                                 | أوكلاند (كاليفورنيا)             | مقاطعة ألاميدا (كاليفورنيا)        | 1944 | Baccalaureate Colleges (Diverse Fields)                 | ربحية      | ---             | ---                                                          | ---               |     |     |
| جامعة ببردين [الإنجليزية]                                         | ماليبو (كاليفورنيا)              | مقاطعة لوس أنجلوس (كاليفورنيا)     | 1937 | جامعة أبحاث ودكتوراة                                    | غير ربحية  | NCAA Div. I     | Churches of Christ                                           | ---               |     |     |
| Pitzer College                                                    | كلاريمونت (كاليفورنيا)           | مقاطعة لوس أنجلوس (كاليفورنيا)     | 1963 | كليات تمنح درجة البكالوريوس (الآداب والعلوم)            | غير ربحية  | NCAA Div. III   | Claremont Colleges                                           | ---               |     |     |
| Point Loma Nazarene University                                    | سان دييغو                        | مقاطعة سان دييغو (كاليفورنيا)      | 1902 | جامعات وكليات تمنح درجة الماجستير (Large)               | غير ربحية  | NCAA Div. II    | Nazarene                                                     | ---               |     |     |
| كلية بومونا                                                       | كلاريمونت (كاليفورنيا)           | مقاطعة لوس أنجلوس (كاليفورنيا)     | 1887 | كليات تمنح درجة البكالوريوس (الآداب والعلوم)            | غير ربحية  | NCAA Div. III   | Claremont Colleges                                           | ---               |     |     |
| Providence Christian College                                      | باسادينا (كاليفورنيا)            | مقاطعة لوس أنجلوس (كاليفورنيا)     | 2002 | كليات تمنح درجة البكالوريوس (الآداب والعلوم)            | غير ربحية  | ---             | ---                                                          | ---               |     |     |
| Saint Mary's College of California                                | موراغا (كاليفورنيا)              | مقاطعة كونترا كوستا (كاليفورنيا)   | 1863 | جامعات وكليات تمنح درجة الماجستير (Large)               | غير ربحية  | NCAA Div. I     | Roman Catholic                                               | ---               |     |     |
| Samuel Merritt University                                         | أوكلاند (كاليفورنيا)             | مقاطعة ألاميدا (كاليفورنيا)        | 1909 | معاهد متخصصة (Health)                                   | غير ربحية  | ---             | ---                                                          | ---               |     |     |
| San Diego Christian College                                       | سانتي (كاليفورنيا)               | مقاطعة سان دييغو (كاليفورنيا)      | 1970 | كليات تمنح درجة البكالوريوس (الآداب والعلوم)            | غير ربحية  | NAIA            | ---                                                          | ---               |     |     |
| San Diego University for Integrative Studies                      | سان دييغو                        | مقاطعة سان دييغو (كاليفورنيا)      | 1999 | ---                                                     | ---        | ---             | ---                                                          | ---               |     |     |
| San Francisco Institute of Architecture                           | بيركيلي (كاليفورنيا)             | مقاطعة ألاميدا (كاليفورنيا)        | 1990 | ---                                                     | ---        | ---             | ---                                                          | ---               |     |     |
| San Joaquin College of Law                                        | كلوفيس (كاليفورنيا)              | مقاطعة فريسنو (كاليفورنيا)         | 1969 | معاهد متخصصة (Law)                                      | غير ربحية  | ---             | ---                                                          | ---               |     |     |
| San Luis Rey College                                              | أوسيانسيدي (كاليفورنيا)          | مقاطعة سان دييغو (كاليفورنيا)      | 1950 | ---                                                     | ---        | ---             | ---                                                          | Closed            |     |     |
| سانتا كلارا يونيفيرسيتي                                           | سانتا كلارا (كاليفورنيا)         | مقاطعة سانتا كلارا (كاليفورنيا)    | 1851 | جامعات وكليات تمنح درجة الماجستير (Large)               | غير ربحية  | NCAA Div. I     | Roman Catholic (Jesuit)                                      | ---               |     |     |
| Saybrook University                                               | أوكلاند (كاليفورنيا)             | مقاطعة ألاميدا (كاليفورنيا)        | 1971 | ---                                                     | ---        | ---             | ---                                                          | ---               |     |     |
| Scripps College                                                   | كلاريمونت (كاليفورنيا)           | مقاطعة لوس أنجلوس (كاليفورنيا)     | 1926 | كليات تمنح درجة البكالوريوس (الآداب والعلوم)            | غير ربحية  | NCAA Div. III   | Claremont Colleges                                           | ---               |     |     |
| Silicon Valley University                                         | سان خوسيه (كاليفورنيا)           | مقاطعة سانتا كلارا (كاليفورنيا)    | 2015 | جامعات وكليات تمنح درجة الماجستير (Small)               | غير ربحية  | ---             | ---                                                          | ---               |     |     |
| Simpson University                                                | ردينغ (كاليفورنيا)               | مقاطعة شاستا (كاليفورنيا)          | 1921 | كليات تمنح درجة البكالوريوس (الآداب والعلوم)            | غير ربحية  | NAIA            | ---                                                          | ---               |     |     |
| جامعة سوكا الأمريكية                                              | أليسو فيجو (كاليفورنيا)          | مقاطعة أورانج (كاليفورنيا)         | 2001 | كليات تمنح درجة البكالوريوس (الآداب والعلوم)            | غير ربحية  | NAIA            | ---                                                          | ---               |     |     |
| معهد جنوب كاليفورنيا للعمارة                                      | لوس أنجلوس                       | مقاطعة لوس أنجلوس (كاليفورنيا)     | 1972 | معاهد متخصصة (Arts)                                     | غير ربحية  | ---             | ---                                                          | Architecture      |     |     |
| Southern States University                                        | سان دييغو                        | مقاطعة سان دييغو (كاليفورنيا)      | 1983 | ---                                                     | ربحية      | ---             | ---                                                          | ---               |     |     |
| جامعة ستانفورد                                                    | جامعة ستانفورد                   | مقاطعة سانتا كلارا (كاليفورنيا)    | 1891 | Research University (Very High)                         | غير ربحية  | NCAA Div. I FBS | ---                                                          | ---               |     |     |
| Starr King School for the Ministry                                | بيركيلي (كاليفورنيا)             | مقاطعة ألاميدا (كاليفورنيا)        | 1904 | معاهد متخصصة (Faith)                                    | غير ربحية  | ---             | ---                                                          | ---               |     |     |
| The Art Institute of California - San Francisco                   | سان فرانسيسكو                    | سان فرانسيسكو                      | 1997 | معاهد متخصصة (Arts)                                     | ربحية      | ---             | ---                                                          | ---               |     |     |
| Thomas Aquinas College                                            | سانتا باولا (كاليفورنيا)         | مقاطعة فينتورا (كاليفورنيا)        | 1971 | كليات تمنح درجة البكالوريوس (الآداب والعلوم)            | غير ربحية  | ---             | ---                                                          | ---               |     |     |
| جامعة تورو كلية الطب التقويمي                                     | فاليجو (كاليفورنيا)              | مقاطعة سولانو (كاليفورنيا)         | 1997 | ---                                                     | غير ربحية  | ---             | ---                                                          | ---               |     |     |
| Trident University International                                  | سايبريس                          | مقاطعة أورانج (كاليفورنيا)         | 1998 | Doctoral University                                     | for profit | ---             | ---                                                          | ---               |     |     |
| University of Antelope Valley                                     | لانكستر (كاليفورنيا)             | لوس أنجلوس                         | 1997 | ---                                                     | ربحية      | NAIA            | ---                                                          | ---               |     |     |
| University of La Verne                                            | لا فيرني (كاليفورنيا)            | مقاطعة لوس أنجلوس (كاليفورنيا)     | 1891 | جامعة أبحاث ودكتوراة                                    | غير ربحية  | NCAA Div. III   | Church of the Brethren                                       | ---               |     |     |
| University of Northern California                                 | بيتالوما                         | مقاطعة سونوما (كاليفورنيا)         | 1993 | ---                                                     | ---        | ---             | ---                                                          | ---               |     |     |
| University of Redlands                                            | ريدلاندس (كاليفورنيا)            | مقاطعة سان بيرناردينو (كاليفورنيا) | 1907 | جامعات وكليات تمنح درجة الماجستير (Large)               | غير ربحية  | NCAA Div. III   | ---                                                          | ---               |     |     |
| يونيفيرسيتي اوف سان دييقو                                         | سان دييغو                        | مقاطعة سان دييغو (كاليفورنيا)      | 1949 | جامعة أبحاث ودكتوراة                                    | غير ربحية  | NCAA Div. I FCS | Roman Catholic                                               | ---               |     |     |
| جامعة سان فرانسيسكو                                               | سان فرانسيسكو                    | سان فرانسيسكو                      | 1855 | جامعة أبحاث ودكتوراة                                    | غير ربحية  | NCAA Div. I     | Roman Catholic (Jesuit)                                      | ---               |     |     |
| جامعة كاليفورنيا الجنوبية                                         | لوس أنجلوس                       | مقاطعة لوس أنجلوس (كاليفورنيا)     | 1880 | Research University (Very High)                         | غير ربحية  | NCAA Div. I FBS | ---                                                          | ---               |     |     |
| جامعة المحيط الهادئ                                               | ستوكتون (كاليفورنيا)             | مقاطعة سان هواكوين (كاليفورنيا)    | 1851 | جامعة أبحاث ودكتوراة                                    | غير ربحية  | NCAA Div. I     | ---                                                          | ---               |     |     |
| University of the People                                          | باسادينا (كاليفورنيا)            | مقاطعة لوس أنجلوس (كاليفورنيا)     | 2009 | Tuition Free University                                 | غير ربحية  | ---             | ---                                                          |                   |     |     |
| University of the West                                            | روسيميد (كاليفورنيا)             | مقاطعة لوس أنجلوس (كاليفورنيا)     | 1990 | Baccalaureate Colleges (Diverse Fields)                 | غير ربحية  | ---             | ---                                                          | ---               |     |     |
| جامعة غرب لوسن أنجلوس ‏                                            | إنغليووود (كاليفورنيا)           | مقاطعة لوس أنجلوس (كاليفورنيا)     | 1966 | معاهد متخصصة (Law)                                      | غير ربحية  | ---             | ---                                                          | ---               |     |     |
| جامعة فانغارد في جنوبي كاليفورنيا ‏                                | كوستا ميسا (كاليفورنيا)          | مقاطعة أورانج (كاليفورنيا)         | 1920 | Baccalaureate Colleges (Diverse Fields)                 | غير ربحية  | NAIA            | Assemblies of God                                            | ---               |     |     |
| Western Seminary Sacramento Campus                                | ساكرامنتو (كاليفورنيا)           | مقاطعة ساكرامينتو (كاليفورنيا)     | 1927 | معاهد متخصصة (Faith)                                    | غير ربحية  | ---             | ---                                                          | ---               |     |     |
| Western Seminary San Jose Campus                                  | سانتا كلارا (كاليفورنيا)         | مقاطعة سانتا كلارا (كاليفورنيا)    | 1927 | معاهد متخصصة (Faith)                                    | غير ربحية  | ---             | ---                                                          | ---               |     |     |
| الجامعة الغربية للعلوم الصحية كلية الطب التقويمي من المحيط الهادئ | بومونا (كاليفورنيا)              | مقاطعة لوس أنجلوس (كاليفورنيا)     | 1977 | معاهد متخصصة (Medical)                                  | غير ربحية  | ---             | ---                                                          | ---               |     |     |
| Westmont College                                                  | Montecito [الإنجليزية]           | مقاطعة سانتا باربارا (كاليفورنيا)  | 1937 | كليات تمنح درجة البكالوريوس (الآداب والعلوم)            | غير ربحية  | NAIA            | ---                                                          | ---               |     |     |
| كلية ويتيير                                                       | ويتير (كاليفورنيا)               | مقاطعة لوس أنجلوس (كاليفورنيا)     | 1887 | كليات تمنح درجة البكالوريوس (آداب وعلوم)                | غير ربحية  | NCAA Div. III   | ---                                                          | ---               |     |     |
| جامعة وليام جيسوب                                                 | روكلين (كاليفورنيا)              | مقاطعة ساكرامينتو (كاليفورنيا)     | 1939 | معاهد ذات اهتمامات خاصة (عقائدي)                        | غير ربحية  | NAIA            | ---                                                          | ---               |     |     |
| جامعة وودبيري                                                     | بربانك (كاليفورنيا)              | مقاطعة لوس أنجلوس (كاليفورنيا)     | 1884 | كليات وجامعات تمنح درجة الماجستير (متوسطة)              | غير ربحية  | ---             | ---                                                          | ---               |     |     |
| كلية الزيتونة                                                     | بيركيلي (كاليفورنيا)             | مقاطعة ألاميدا (كاليفورنيا)        | 2008 | ---                                                     | غير ربحية  | ---             | ---                                                          | ---               |     |     |

## كليات وجامعات سابقة
- كلية إلدرادو، إسكونديدو (كاليفورنيا)
- جامعة بيثاني، سكوتس فالي (كاليفورنيا) (أغلقت عام 2011)
- كلية القلب الطاهر، لوس أنجلوس (أغلقت عام 1981)
- كلية أوبلاند، آبلاند (كاليفورنيا) (أدمجت مع Messiah College)
- جامعة شمال كاليفورنيا (كلية لورينزو باتنيو للحقوق)
- جامعة كاليفورنيا باسيفيك، بينولي (كاليفورنيا) (أغلقت عام 2016)